# Baret

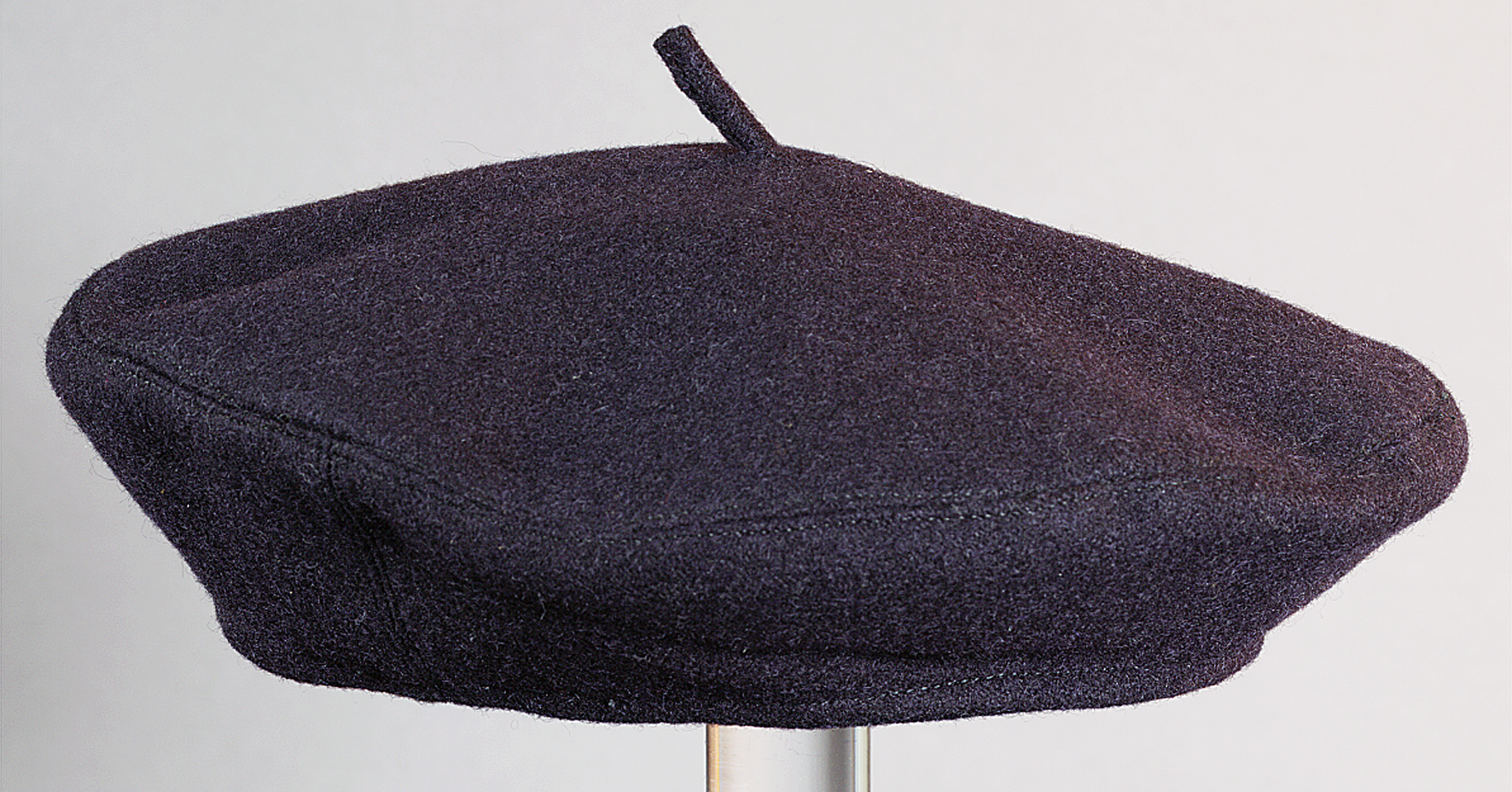
Baret

Baret je měkká, plochá pokrývka hlavy kruhovitého nebo mnohaúhelníkového tvaru, bez štítku. Zhotovuje se nejčastěji z vlněné pleteniny, která se plstí, ze sešívaných kusů tkaniny nebo (podle staré tradice) jako plstěná textilie uvnitř s tkanou nebo koženou tuženkou.

## Z historie baretu
Archeologické nálezy dokazují, že už v době bronzové (asi 2300 před n. l.) obyvatelé severní Evropy, na starověké Krétě (asi 2000 před n. l.) i Etruskové (asi 600 před n. l) nosili pokrývky hlavy podobné baretu. Z pozdější historie je známý zejména baskický baret, poprvé vyráběný v jihofrancouzském městečku Oloron-Sainte-Marie v 17. století. Vesničané plstili vlnu od ovcí z blízkého okolí a z plsti tvořili tvar baretu na koleně. V roce 1810 tam založil Beatex-Laulhere první továrnu na barety. O sto let později bylo ve Francii nejméně 20 továren, které vyráběly miliony baretů pro celý svět. Ve 20. století se stal baret součástí uniforem mnoha armád i pořádkových institucí (modré barety mise OSN). V běžném životě nosili baret mnozí dělníci a někteří umělci. Ve 20. letech 20. století přišel baskický baret do módy v Hollywoodu. Zejména známé herečky se nechávaly vidět na veřejnosti s různými kreacemi baretu. V průběhu let se nosil baret z různých politických, náboženských nebo estetických důvodů (hnutí odporu proti německé okupaci Francie, kubánská revoluce, černošský náboženský nacionalizmus aj). V 21. století se rozšířilo použití baretů zejména jako součást uniforem.
V roce 2022 se odhadoval celosvětový výnos z prodeje baretů na 22,4 miliard USD. Ve statistikách se výroba obvykle rozděluje na typy: módní, vojenský, ostatní. Konkrétní údaje o podílech jednotlivých typů se dají zjistit jen z nákladných každoročních analýz trhu, např. za 4900 USD.

## Výroba baretů
Známé jsou tři výrobní technologie: Z pleteniny (nejčastější), ze tkaniny a z plstěné vlny

#### Baret z pleteniny
Jako surovina se používá nejčastěji mykaná vlněná příze. Obvyklý postup výroby:
pletení ( ploché nebo okrouhlé stroje) – tvarování – zašívání – plstění – barvení – tvarování (konečná velikost) – doplňky (příp. podšívka, vyšívané znaky a pod)

#### Baret ze tkaniny
Tkanina rozstříhaná na díly, které se sešívají do patřičného tvaru, další postup je podobný jako u pletených polotovarů. Tímto způsobem se vyrábějí jen některé zvláštní druhy baretů, např. skotská čepice. 

#### Baret z plsti (felted beret)
První stupeň výroby je plstění rouna (většinou z vlněných výčesků), které se pak formuje na speciálních strojích do tvaru baretu. Další stupně výroby jsou podobné jako u pletených baretů.

## Galerie baretů

### Druhy

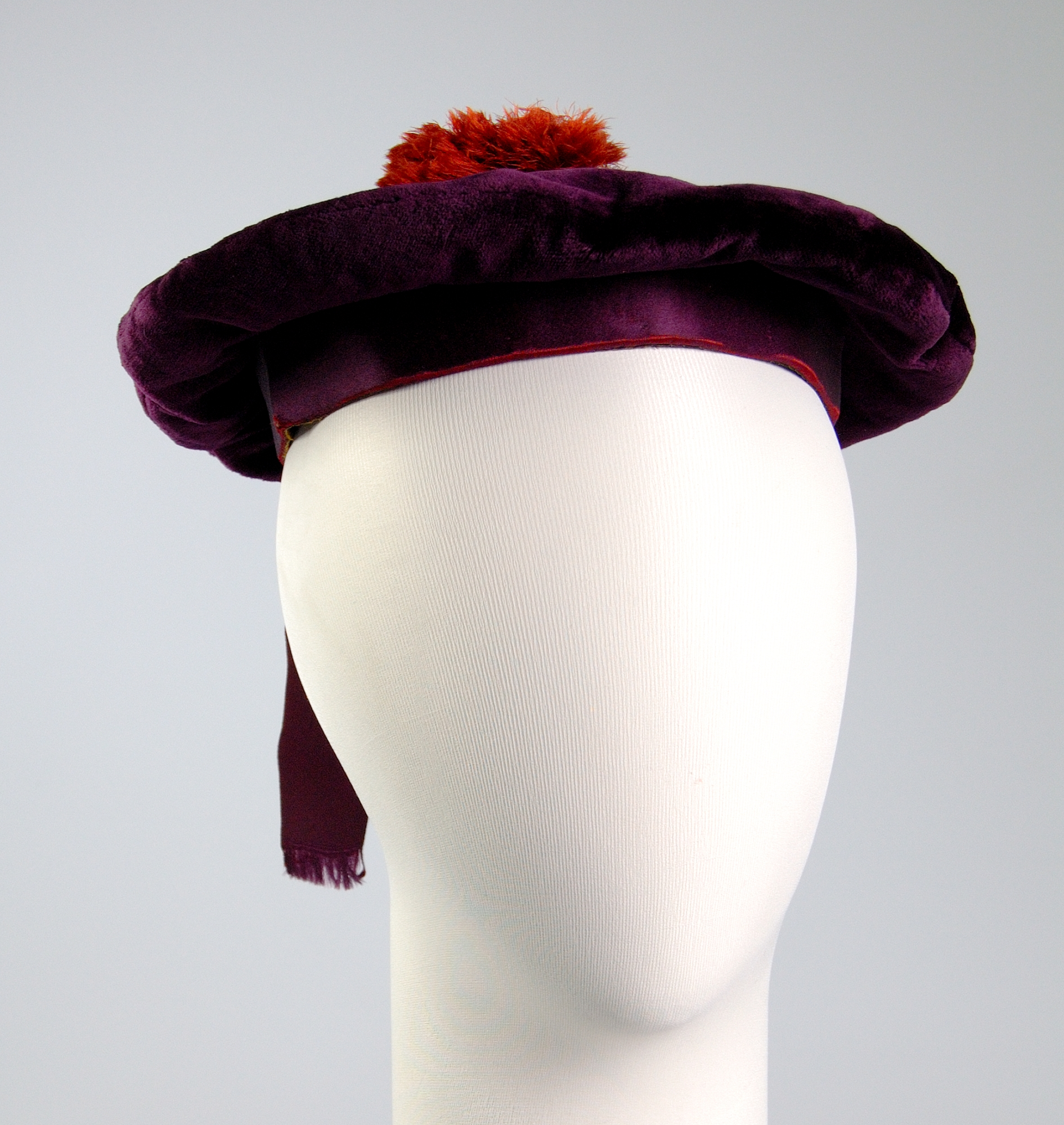
Hedvábný baret z roku 1884 (Metropol. muzeum New York)
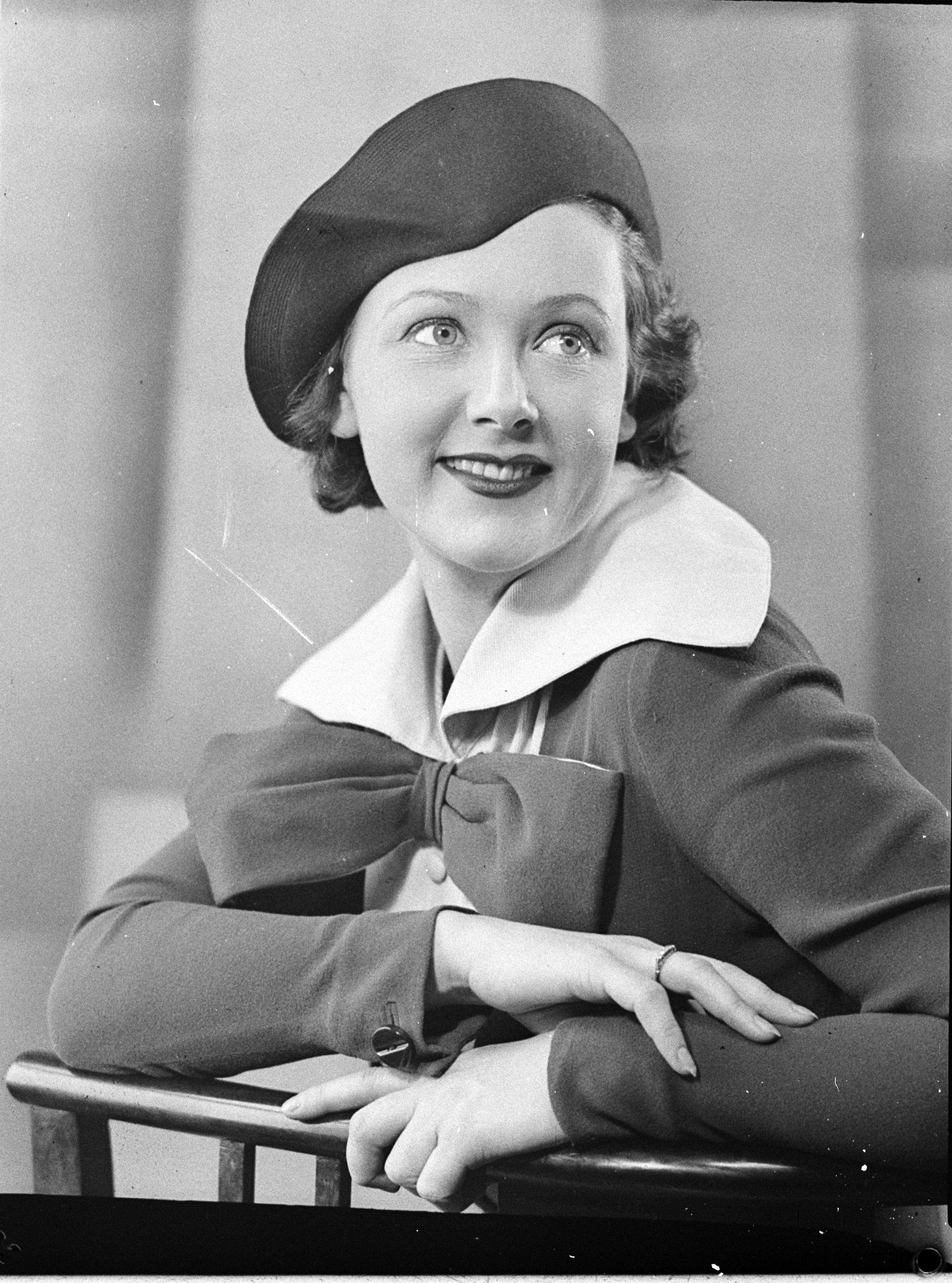
Modelka (Austrálie, kolekce 1935)
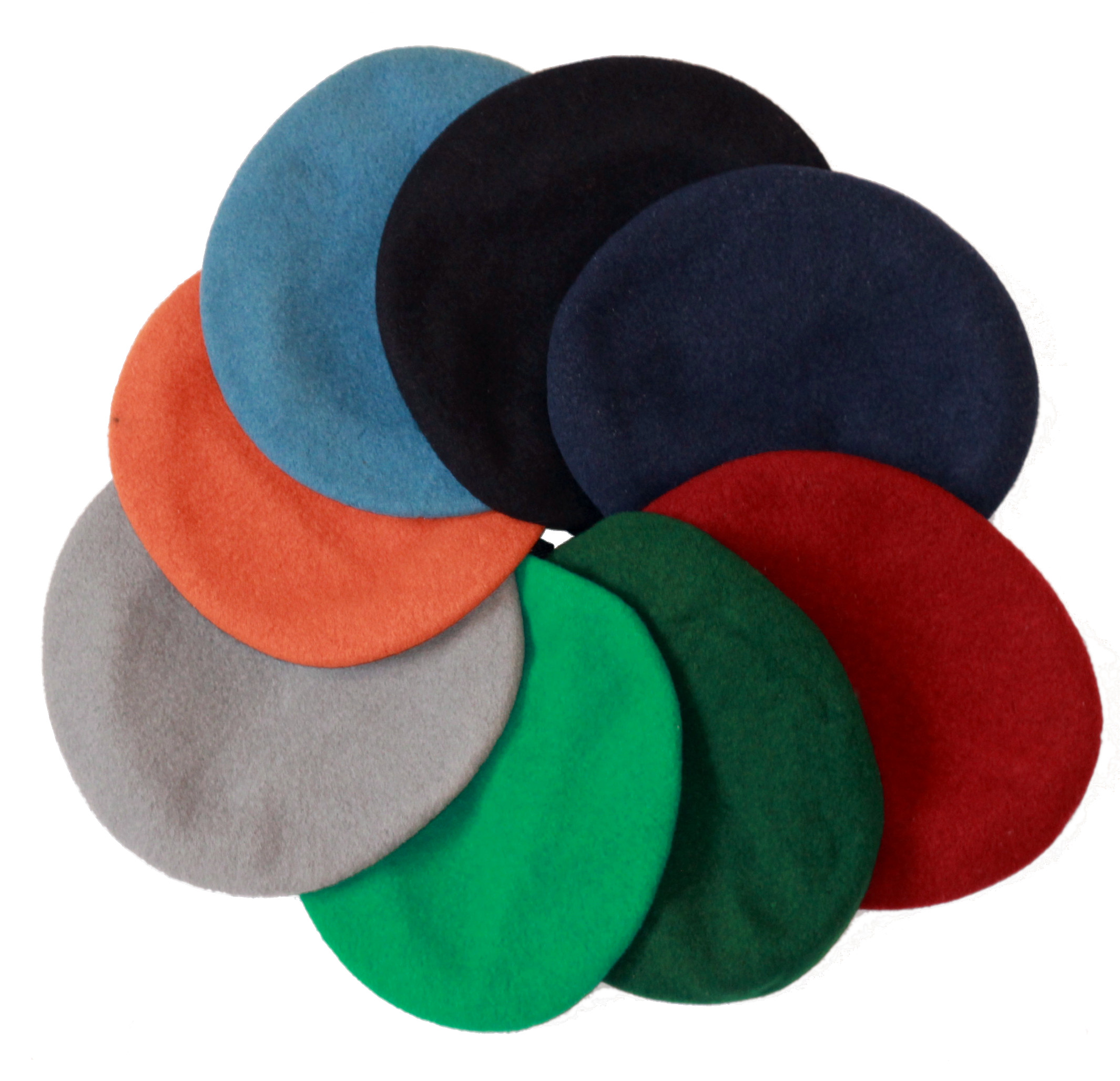
Barevné barety užívané Armádou české republiky.
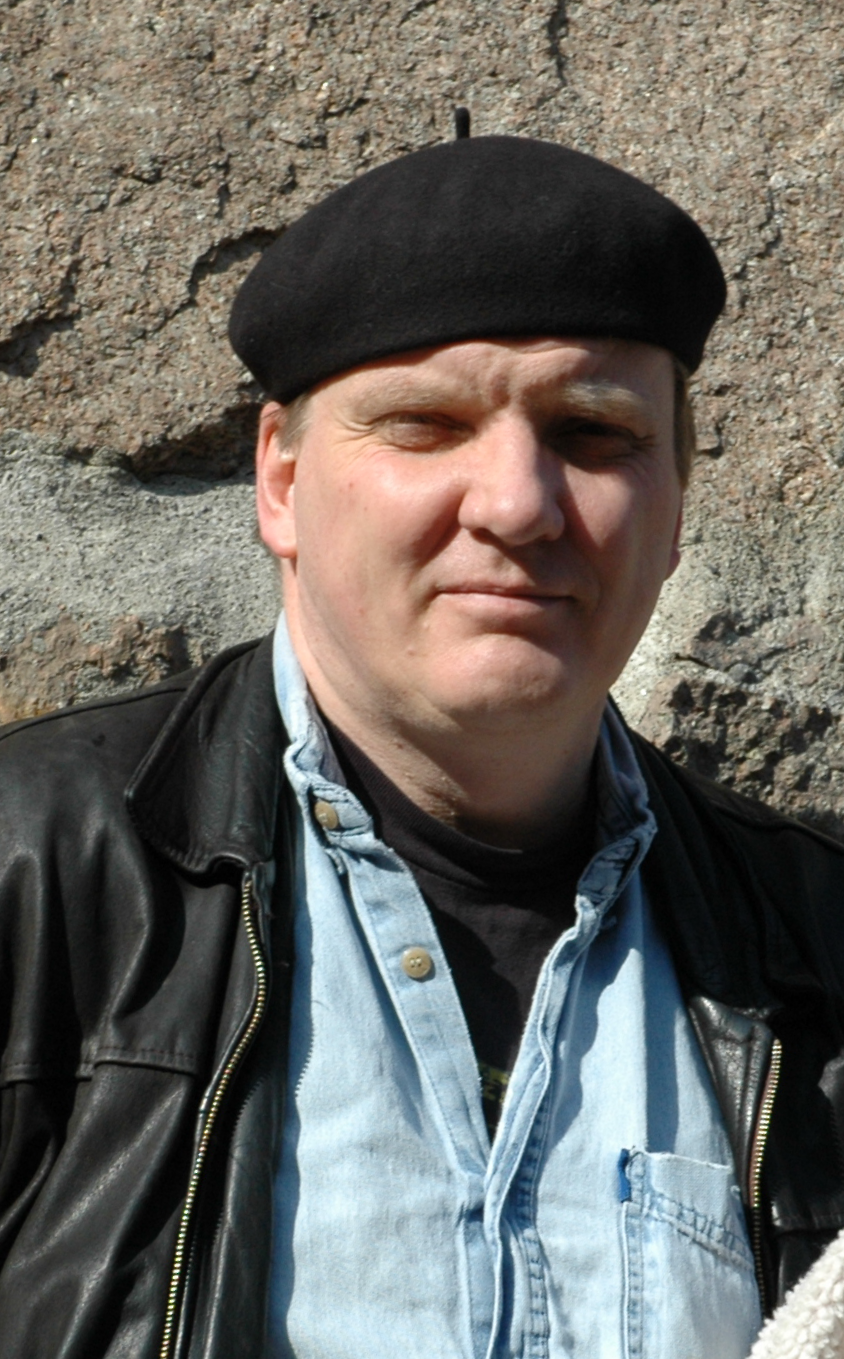
Baret na všední den (Evropa na začátku 21. století)
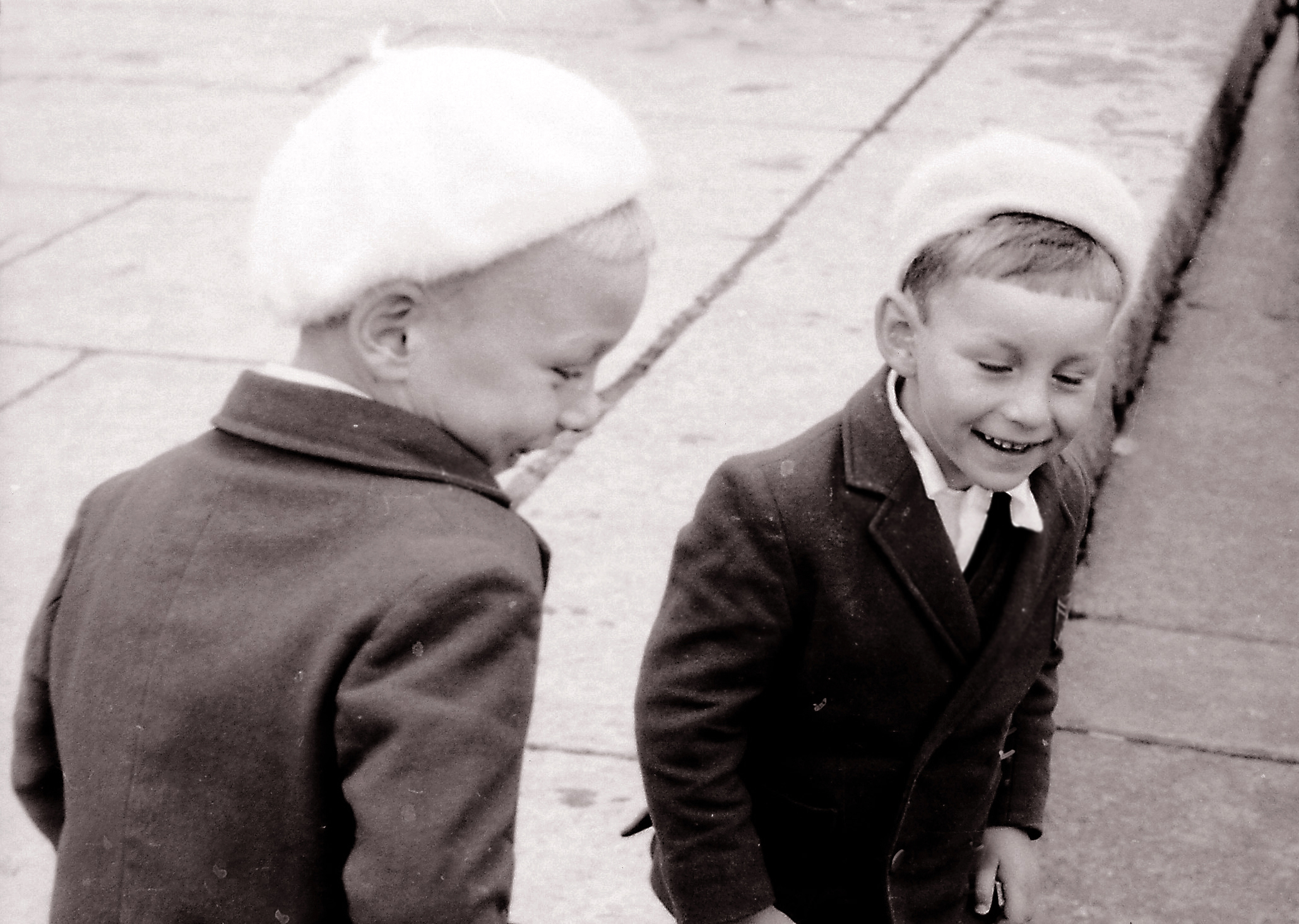
Dětské barety (Rusko 2017)

### Známé osobnosti s baretem

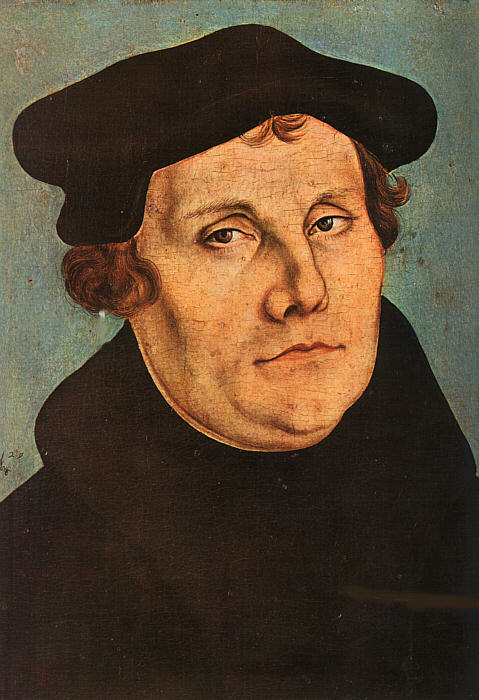
Martin Luther (1529)
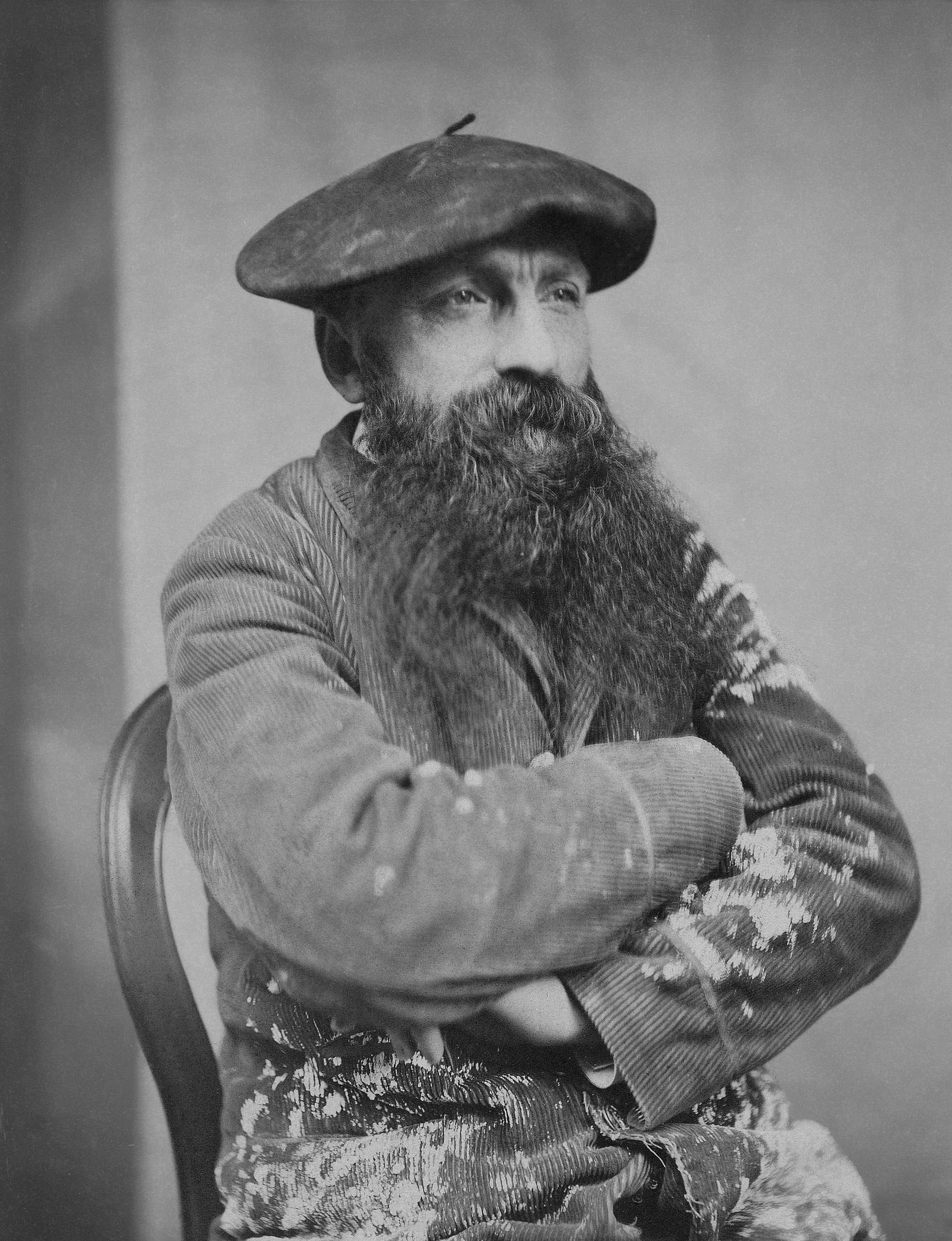
Sochař Rodin
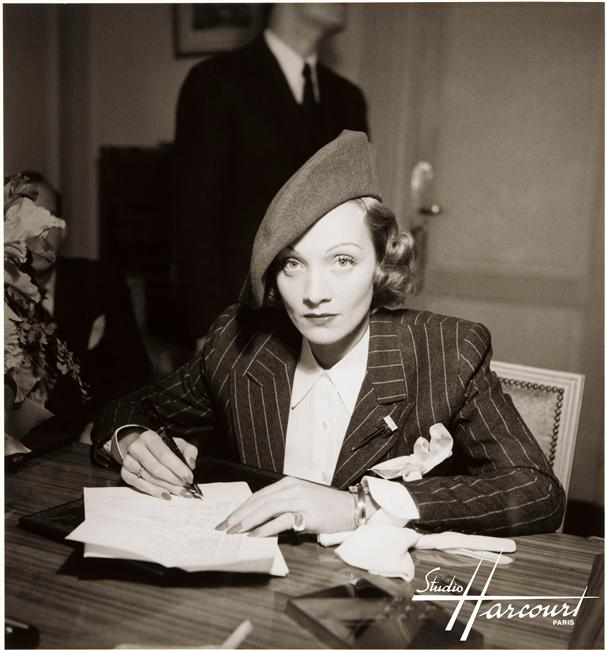
Marlen Dietrich (1938)
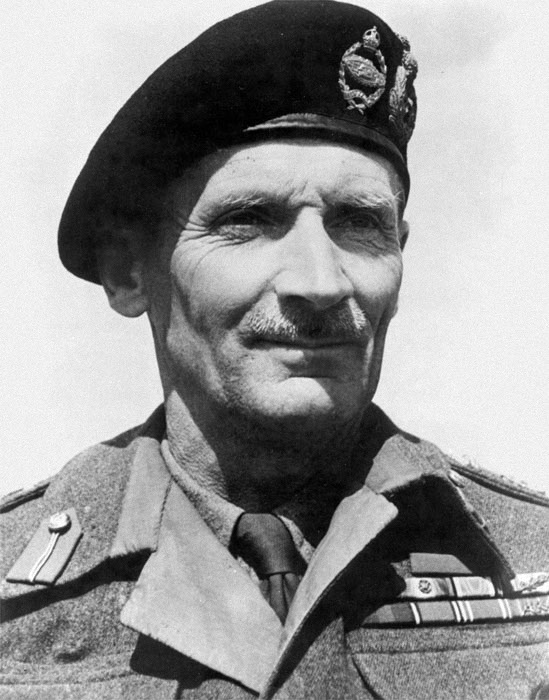
Maršál Montgomery
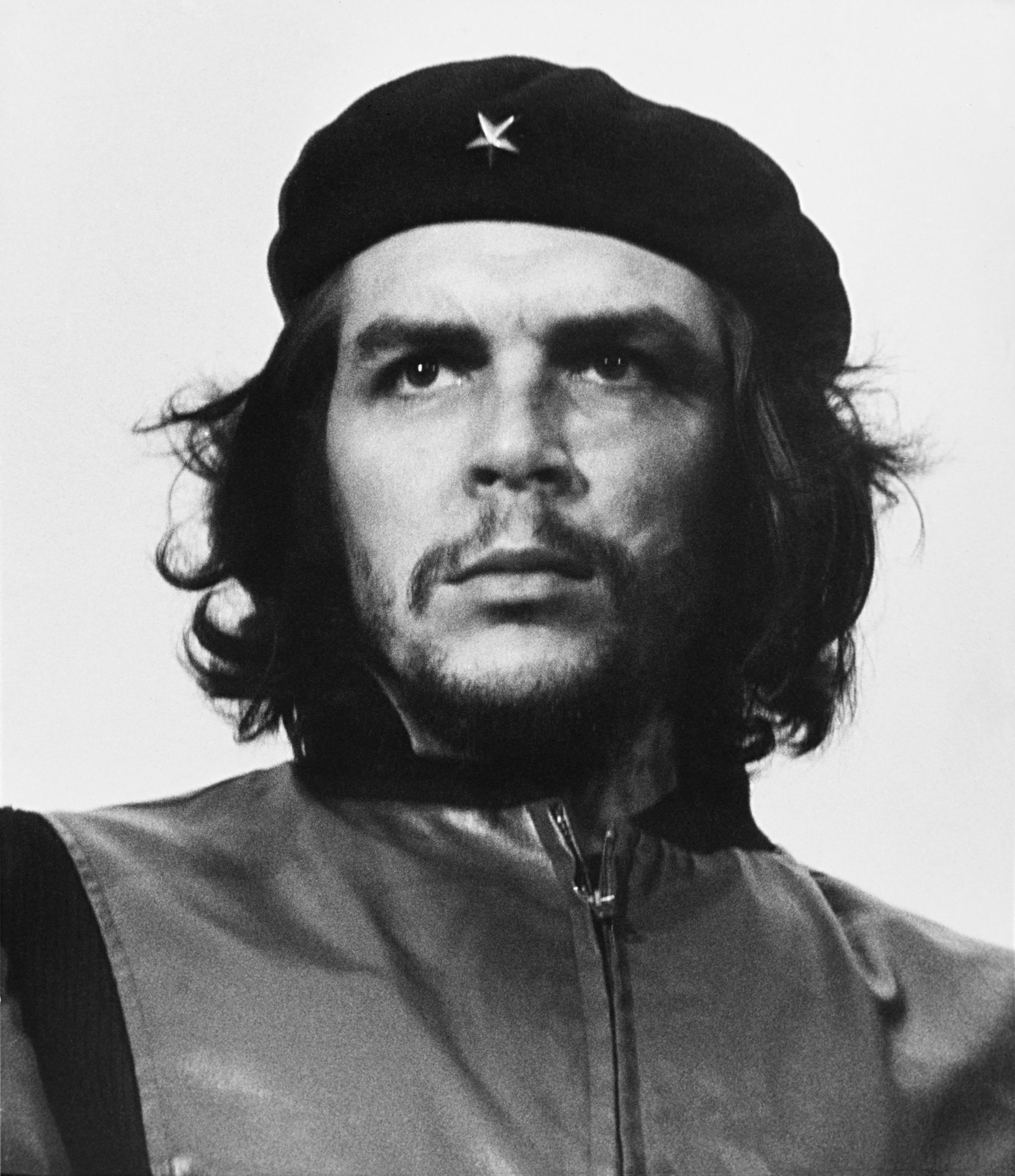
Che Gevara 1960